# 안드레이 쿨리크
안드레이 보리소비치 쿨리크(러시아어: Андре́й Бори́сович Кули́к, 1953년 1월 13일 ~ )는 러시아의 외교관이다. 현재 주한 러시아 대사관 대사를 역임했다.

## 생애
1976년 모스크바 국제관계대학교(MGIMO)를 졸업하였다. 이후 외무부 모스크바 본부와 중국 등 해외 공관에서 근무하였고, 한반도 등을 담당하는 외무부 제1아주국 과장과 부국장 등을 거쳐 2011년부터 제1아주국 국장을 맡은 바 있다. 그리고 중국어와 영어에 매우 능통하다. 2018년부터 2023년까지 주한 러시아 대사직을 역임하였다.